# Megabombus
Megabombus es un subgénero de abejorros Bombus.
Habitan en toda Europa, Asia, toda la costa mediterránea, toda Rusia y toda Asia a excepción de la India, Pakistán y Afganistán. Estos abejorros suelen tener probóscides medianas o largas, por lo que visitan flores de mediana profundidad y de gran profundidad. Son los abejorros con las probóscides más largas del mundo.  Estas especies suelen especializarse en una estrecha gama de flores de corola larga bilateralmente simétricas e incluso pueden formar relaciones oligolécticas estrechas, particularmente para la búsqueda de polen. Anidan tanto en la superficie como bajo tierra, crean bolsillos.
Cuenta con las siguientes especies:
- Bombus argillaceus
- Bombus bicoloratus
- Bombus consobrinus
- Bombus czerskii
- Bombus diversus
- Bombus gerstaeckeri
- Bombus hortorum
- Bombus irisanensis
- Bombus koreanus
- Bombus longipes
- Bombus melanopoda
- Bombus portchinsky
- Bombus religiosus
- Bombus ruderatus
- Bombus saltuarius
- Bombus securus
- Bombus senex
- Bombus supremus
- Bombus sushkini
- Bombus tichenkoi
- Bombus trifasciatus
- Bombus ussurensis